# ألان وايس (اقتصادي)
ألان وايس (بالإنجليزية: Allan Weiss)‏ هو اقتصادي أمريكي، ولد في 25 فبراير 1959 في ناياك في الولايات المتحدة.